# Gara Muleta
Gara Muleta är ett berg i Etiopien.   Det ligger i regionen Oromia, i den centrala delen av landet, 300 km öster om huvudstaden Addis Abeba. Toppen på Gara Muleta är 3 405 meter över havet.
Terrängen runt Gara Muleta är kuperad västerut, men österut är den bergig. Gara Muleta är den högsta punkten i trakten. Runt Gara Muleta är det ganska tätbefolkat, med 139 invånare per kvadratkilometer. Trakten runt Gara Muleta består i huvudsak av gräsmarker.